# Augochloropsis pendens
Augochloropsis pendens är en biart som först beskrevs av Joseph Vachal 1903.  Augochloropsis pendens ingår i släktet Augochloropsis och familjen vägbin. Inga underarter finns listade.